# Alboïn et Rosemonde
 (juillet 2025).
Pour plus de détails, voir Fiche technique et Distribution.
Alboïn et Rosemonde (titre original : Alboino e Rosmunda) est un film italien réalisé par Ernesto Maria Pasquali en 1909.

## Résumé
L'histoire tragique de la princesse gépide Rosemonde, forcée d'épouser le roi des Lombards Alboïn le vainqueur et meurtrier de son père Cunimond. Un jour, lors d'un banquet à Vérone, Alboïn oblige Rosemonde à boire dans le crâne de son propre père. Jurant de se venger, Rosemonde fait assassiner Alboïn avec l'aide d'un amant avant de s'enfuir ensemble à Ravenne où elle s'empoisonnera...

## Fiche technique
- Titre original : Alboino e Rosmunda
- Pays d'origine :  Royaume d'Italie
- Année : 1909
- Réalisation : Ernesto Maria Pasquali
- Société de production : Pasquali & Tempo
- Société de distribution : Pasquali & Tempo
- Langue : italien
- Format : Noir et blanc — 35 mm — 1,33:1 — Muet
- Genre : Drame historique
- Durée : 288 mètres (1 bobine)
- Dates de sortie :
  -  États-Unis : 25 décembre 1909
- Autres titres connus :
  -  États-Unis : Alboino & Rosmund
  -  Empire allemand : Albuin

## Distribution